# Commune de Svente
Le Pagast de Sventes est une paroisse de Lettonie, situé dans le rajon de Daugavpils, en Latgale. Sa superficie est de 127,1 km2 (densité en 2005 : 10,5 hab/km2). Il y a deux lacs (dont celui de Svente, 7,4 km2).
Lors du recensement de 2000, elle comptait 1 420 habitants (dont environ 33 % de Polonais, la concentration maximale en Lettonie). En 2005, la population est de 1 340 habitants (- 5,6 % en 5 ans).